# Nebalia lagartensis
Nebalia lagartensis is een kreeftachtigensoort uit de familie van de Nebaliidae. De wetenschappelijke naam van de soort is voor het eerst geldig gepubliceerd in 1995 door Escobar-Briones & Villalobos-Hiriart.